# Golbice
Golbice – wieś w Polsce położona w województwie łódzkim, w powiecie łęczyckim, w gminie Grabów.
W latach 1975–1998 miejscowość administracyjnie należała do województwa konińskiego.
W Golbicach urodził się Wacław Felczak (1916–1993) – polski historyk, profesor, znawca tematyki środkowoeuropejskiej, szczególnie węgierskiej i południowosłowiańskiej, kurier i emisariusz Rządu RP na uchodźstwie.